# O. J. Simpson
Orenthal James Simpson (San Francisco, Kalifornia, 1947. július 9. – Las Vegas, Nevada, 2024. április 10.) amerikai amerikaifutball-játékos, színész.

## Gyilkossági ügye
Szélesebb körben és világszerte azonban az ellene folyó gyilkossági per kapcsán lett ismert 1995-ben, melynek során volt felesége, Nicole Brown Simpson és ismerőse, Ron Goldman 1994. június 13-án elkövetett meggyilkolásával vádolták meg. A valószínű bizonyítékok ellenére a büntetőeljárás során, amelyet szappanopera jelleggel közvetítettek a nagy tévéállomások az USA-ban és világszerte, sztárügyvédei segítségével végül az esküdtszék felmentette. 
Az amerikai alkotmány szerint ugyanabban a tárgyban újabb büntetőeljárást elindítani nem lehet, de a meggyilkolt férfi családja polgári kártérítési pert indított ellene, melyet meg is nyertek, így 33,5 millió dollár kártérítésre ítélték Simpsont. Ez pénzügyileg csődbe vitte.
2007. szeptember 16-án előzetes letartóztatásba helyezték. Azzal gyanúsították, hogy egy Las Vegas-i hotelszobába betörve sportereklyéket rabolt el egy kereskedőtől. Állítása szerint tőle ellopott, saját relikviáit akarta visszaszerezni. A választott módszer azonban elfogadhatatlan volt, és ráadásul mindezt fegyverrel tette.
2008. december 5-én a Las Vegas-i bíróság 33 év szabadságvesztésre ítélte azzal a kikötéssel, hogy a büntetés kevesebb mint harmadának letöltése után feltételesen szabadlábra bocsátható. Simpson 2017. október 1-jén szabadult a börtönből.

## Amerikai futball
O.J. Simpson egyike volt a hetvenes évek legjobb running back-jeinek, vagyis futójátékosainak. Úgy az egyetemen, mint később a National Football League-ben. Beceneve a Juice volt, ami nevének rövidítéséből eredt (O.J.=Orange juice), de ez a futóstílusára is utalt.

## Egyetemi évei
A Dél-kaliforniai Egyetemen tanult és játszott egyetemi évei alatt, és velük nyerte meg 1968-ban a Rose Bowlt, majd kapta meg a legrangosabb egyetemi kitüntetést, amit amerikaifutball-játékos kaphat, a Heisman-trófeát. Képességeit jól jellemzi, hogy mérkőzésenként átlagosan 171 yardot futott.

## NFL
O.J. Simpson 1969-ben elsőként lett kiválasztva az újonc játékosok börzéjén, a drafton, a Buffalo Bills által. Az edzője O.J. akarata ellenére rendszeresen Kick off- és Punt visszahordóként játszatta. A Bills középszerű játéka ettől nem javult, O.J. azonban egy visszahordásnál olyan súlyosan megsérült, hogy a visszavonulás fenyegette. 
A felépülés és egy edzőváltás után O.J. már futójátékosként játszhatott és válhatott éljátékossá. 1973-ban ő lett az első olyan játékos az NFL történetében, aki egy szezonban több, mint 2000 yardot futott. 1978-ban pályafutása befejezése előtt egy évet a San Francisco 49ers-ben játszott. Pályafutása során az alapszakaszokban 11236 yardot és 61 touchdown-t ért el. O.J. a mai napig tart egy hivatalos NFL rekordot, amennyiben 6 meccsen is 200 yard felett teljesített.

## Címei
1985-ben O. J. Simpson lett az első Heisman-trófea nyertes (1968), akit beválasztottak a Pro Football Hall of Fame-be, vagyis a hírességek csarnokába. 1973-ban és 1975-ben a NFL Player of the Year-nek választották. Hat alkalommal játszott a Pro Bowl-on. 1983-ban tagja lett a College Football Hall of Fame-nek.

## Család
Egy bátyja és két nővére volt, szülei 1952-ben elváltak. Kétszer volt házas, első feleségétől 3 gyermeke született, egy még gyerekkorában meghalt. Második felesége, Nicole Brown Simpson két gyermeküknek adott életet.

## Halála
Simpson prosztatarákban hunyt el családja körében. A betegséget még 2023 májusában diagnosztizálták nála. 2024 februárjától azonban állapota rohamosan rosszabbodott és végül belehalt a betegségbe.

## Filmográfia
Miután befejezte karrierjét, több filmszerepet is elvállalt. A Csupasz pisztoly filmtrilógia révén Amerika határain túl is ismert lett.
- Csupasz pisztoly 33 1/3 – Az utolsó merénylet (1994)
- Cold heart (1993)
- Csupasz pisztoly 2½ (1991)
- Csupasz pisztoly (Leslie Nielsen, Priscilla Presley) 1988
- Földi űrutazás (Capricorn One) (Elliot Gould, Hal Holbrook) 1977
- A Cassandra-átjáró (The Cassandra Crossing) (Sophia Loren, Richard Harris, Burt Lancaster, Ingrid Thulin, Ava Gardner, Martin Sheen,Alida Valli) 1976
- Pokoli torony (The Towering Inferno) (Steve McQueen, Paul Newman, William Holden, Faye Dunaway, Richard Chamberlain, Fred Astaire, Jennifer Jones) 1974